# Bruno Ambrósio
Bruno Ambrósio (Montijo, Montijo, 19 de julho de 1996) é um ator português.

## Trabalhos realizados

### Televisão
- Elenco adicional, Zé, Conta-me como foi - série 4, SP Televisão, RTP, 2009;
- Elenco fixo, Totó, Teatro em Casa - A Purga do Bebé, Valentim de Carvalho, RTP, 2009;
- Participação especial, Daniel, Podia Acabar o Mundo, SP Televisão, SIC, 2008/9;
- Participação especial, Mauro, Morangos com Açúcar - série 6, NBP, TVI, 2008;
- Elenco adicional, Tó Luis, Campeões e Detectives, Skylight, TVI, 2008;
- Turma 1, Sabe mais do que um Miúdo de 10 Anos?, Freemantle, RTP, 2007-2008;
- Elenco fixo, Bernardo, Casos da Vida (2008) - Caso Mariana, NBP, TVI, 2008;
- Elenco adicional, Nelson, Detective Maravilhas, Skylight, TVI, 2007;
- Participação especial, Irmão de Vitória, Floribella, TGSA, SIC, 2006.

### Cinema
- A Mãe é que Sabe, Rapaz do cinema, longa-metragem realizada por Nuno Rocha e produzida pela Ukbar Filmes, 2016;
- Mistérios de Lisboa, Líder da Escola, longa-metragem realizada por Raoul Ruiz e produzida pela Clap Filmes, 2010;
- Idade da Inocência, curta-metragem para alunos de Cinema da Universidade Lusófona, 2007.

### Teatro
- Filho, espetáculo «6 Personagens à Procura de Autor» de Pirandello, encenado por Jorge Silva Melo, para os Artistas Unidos, Teatro Municipal de São Luiz, 2009;
- Huckleberry Finn e Índio Joe, espetáculo «Tom & Huck», encenado por Sofia Espírito Santo, Grupo de Teatro Infantil AnimArte, 2008/9;
- Xerife, espetáculo «Robin dos Jardins», encenado por Sofia Espírito Santo, Grupo de Teatro Infantil AnimArte, 2007.

## Outros
Tem exclusividade com a agência de jovens talentos «True Sparkle».